# Păunești
Păunești è un comune della Romania di 6 808 abitanti, ubicato nel distretto di Vrancea, nella regione storica della Moldavia. 
Il comune è formato dall'unione di 5 villaggi: Bostănești, Novăcești, Surlea, Viișoara e Scurta.